# クリスティアン・ハインリヒ・リンク
ヨハン・クリスティアン・ハインリヒ・リンク（Johann Christian Heinrich Rinck 1770年2月18日 - 1846年7月23日）は、ドイツの作曲家、オルガニスト。後期古典派から初期ロマン派の時代を生きた。

## 生涯
現在のテューリンゲン州に位置するエルガースブルクに生まれた。
ヨハン・ゼバスティアン・バッハの弟子であったヨハン・クリスティアン・キッテルの下で学び、ダルムシュタットで音楽学校のカントルとなる。同市では1813年から宮廷オルガニストも務めた。多作家であり、リンクが著したオルガンの入門書は広く人気を獲得した。
作品には1828年にジムロック社から出版された『「Ah! vous dirai-je, Maman」の主題による変奏曲』作品90がある。これは有名なヴォルフガング・アマデウス・モーツァルトの『きらきら星変奏曲』と同じ主題を基にして作られている。
著名な門弟には作曲家のゲオルク・フィアーリングらがいる。
76歳でダルムシュタットに没した。

## 作品

### ピアノ曲

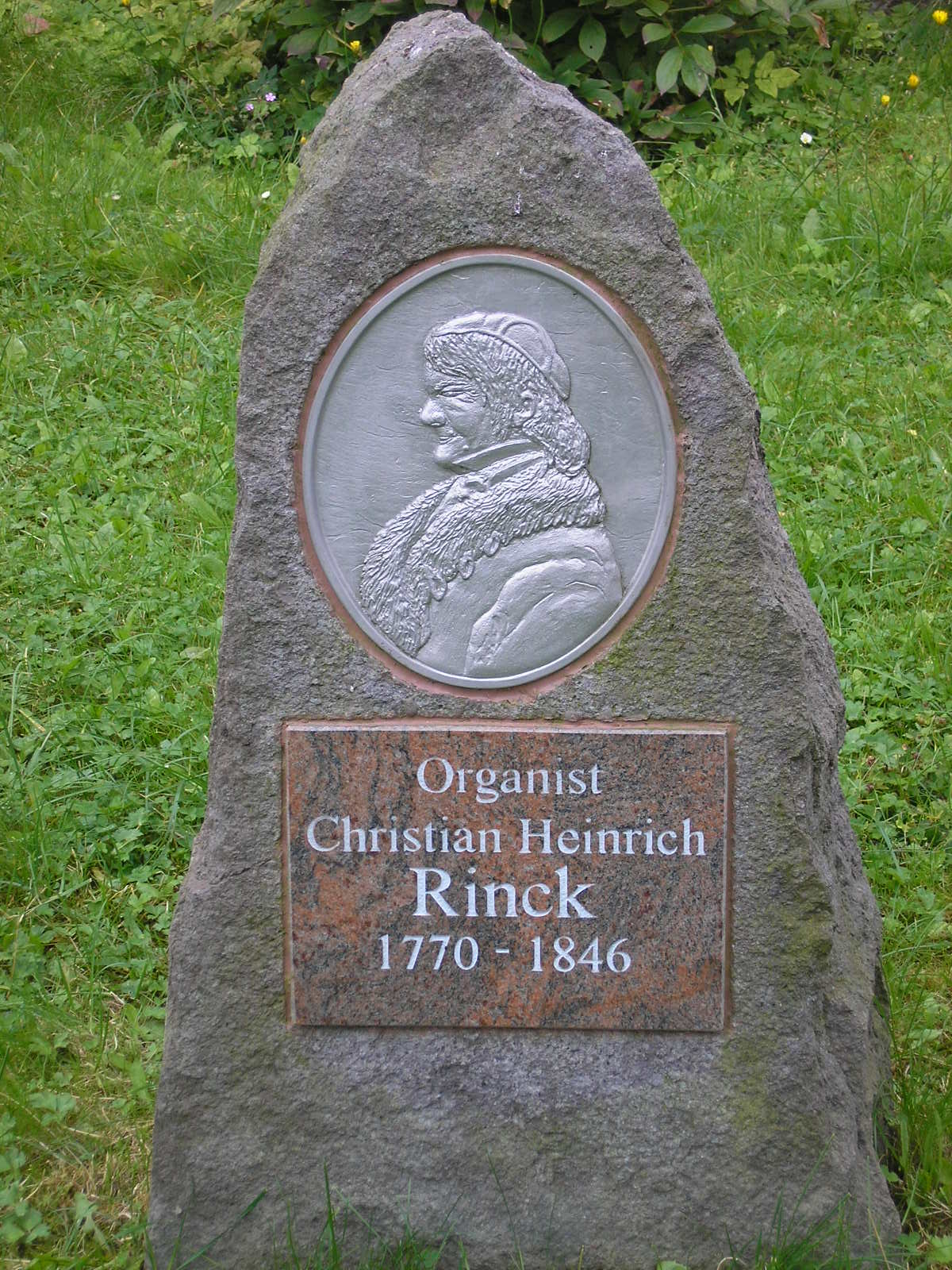
エルガースブルクにあるリンクの墓石。

- すべての調性による2声での30の練習曲 作品67 （Verlag Dohr）
- 新版ピアノ変奏曲集 krit. rev. Neuausgabe. （Verlag Dohr）
  - 第1集：Freut euch des Lebens 作品39、Das Vögelchen 作品61、Brüder lagert euch im Kreise 作品44
  - 第2集：Zieht ihr Krieger, zieht von dannen 作品51、Zu Steffen sprach im Traume 作品62
  - 第3集：ピアノフォルテまたはクラヴィコードのためのアンダンテと変奏曲 o.op.
- 4手ピアノフォルテによる2つのソナタ ヘ長調 作品50と変ロ長調 作品89 （だんだん難しくなる）（Verlag Dohr）
- 4手ピアノフォルテのための6つのメヌエットとトリオ 作品13 （Verlag Dohr）
- 4手による12のメヌエットとトリオ 作品79  （Verlag Dohr）
- 4手による3つのソナタ 作品26 （Verlag Dohr）
- 4手による3つのディヴェルティメント（だんだん難しくなる） 作品36 （Verlag Dohr）
- 4手によるだんだん難しくなる3つのディヴェルティメント 作品41 （Verlag Dohr）
- 変奏曲 作品102 （Verlag Dohr）
  - ロッシーニのカヴァティーナ「Nach soviel Leiden」による5つの変奏曲 作品102-1
  - 4手による民謡「Es kann ja nicht immer so bleiben」による5つの変奏曲 作品102-2

### 室内楽曲
- ピアノ三重奏曲 変ホ長調 o.op. （1803年 Verlag Dohr）
- 3つのピアノ三重奏曲 作品32 （チェロは任意） （1812年 Verlag Dohr)
- 3つのピアノ三重奏曲 作品34 （チェロは必須） （1834年 Verlag Dohr）
- フルートソナタ ト長調 （オルガンのためのフルート協奏曲 作品55 第5集第8巻による）Oliver Drechsel編曲（Verlag Dohr）
- とてもやさしいヴァイオリンとピアノ（チェンバロ）のためのソナタ第1番 変ロ長調 （Verlag Dohr）
- とてもやさしいヴァイオリンとピアノ（チェンバロ）のためのソナタ第2番 ト長調 （Verlag Dohr）
- 3つの六重奏曲 (Erstdruck). （Verlag Dohr）

### オルガン作品
- 小さく軽いオルガン作品集 作品1
- 12の短く軽いオルガン作品集 作品2
- オルガンのための12の前奏曲 作品25
- 12のオルガン小品 作品29
- 40の小さく、軽い様々なオルガンのための前奏曲 作品37
- 12のオルガンのためのフーガ後奏曲 作品48
- 実践的オルガン習得 作品55
- コレッリの主題による変奏曲 作品56
- オルガンのための12のアダージョ 作品57
- アンダンテと8つの変奏 作品70
- オルガンのための3つの後奏曲 作品78
- 9つの変奏と終曲 作品90
- コラールともだち 作品110
- 15の小さなフーガ後奏曲 作品114
- 練習曲と6つの大曲 作品120
- 公開礼拝用の前奏曲、後奏曲集 作品129

### 声楽曲
- Sechs geistliche Lieder für Gesang und Orgel (oder Klavier) op. 81. Verlag Dohr
- Messe/Missa op. 91 (lateinischer und deutscher Text) für Chor, Soli (ad libitum) und Orgel. Edition Musica Rinata und Verlag Dohr
- Herr, ich bleibe stets an Dir. Psalm 73. Motette zu vier Singstimmen (Chor u. Soli) mit obligater Orgelbegleitung op. 127. Edition Musica Rinata und Verlag Dohr
- Gebet für Verstorbene op. 71. Motette zu vier Singstimmen (Chor u. Soli) und obligater Orgelbegleitung. Verlag Dohr
- Charfreytags-Kantate für Soli, Chor und Orgel op. 76. Verlag Dohr
- Befiehl dem Herrn deine Wege op. 85. Motette für Soli, Chor und Orgel. Edition Musica Rinata und Verlag Dohr
- Lobe den Herrn meine Seele. Motette zu vier Singstimmen (Chor u. Soli) und obligater Orgelbegleitung op. 88. Edition Musica Rinata und Verlag Dohr
- Gott sey uns gnädig und segne uns! Motette für Soli, Chor und Orgel op. 109. Verlag Dohr
- Halleluja von Pfeffel op. 63. Motette für Sopran, Alt, Tenor und Bass mit Begleitung des Pianoforte. Verlag Dohr
- Das Vater unser für Sopran, Alt, Tenor, Bass und obligate Orgel. Edition Musica Rinata und Verlag Dohr
- Weihnachtskantate op. 73. Edition Musica Rinata
- Gott sorgt für uns op. 98 Kantate für Chor und Orgel. Edition Musica Rinata
- Preis und Anbetung sei unserm Gott![1]